# Enchanted Tale of Beauty and the Beast
Enchanted Tale of Beauty and the Beast is een trackless darkride in het Japanse attractiepark Tokyo Disneyland. De attractie opende 28 september 2020 in het themagebied Fantasyland. De darkride is gebaseerd op de Disney-film Belle en het Beest uit 1991.

## Geschiedenis
De eigenaar van het attractiepark, The Oriental Land Company, kondigde op 14 oktober 2016 de komst van de attractie aan. Hiervoor moest de attractie Grand Circuit Raceway afgebroken worden. De totale kosten van de nieuw te bouwen constructie bedroeg 32 miljard yen. Op 5 april 2017 startte de werkzaamheden voor de attractie. De opening van de darkride liep door de coronapandemie vertraging op. Het was afhankelijk de bedoeling de attractie in de lente van 2020 te openen. Dit werd uiteindelijk 28 september 2020.

## Rit

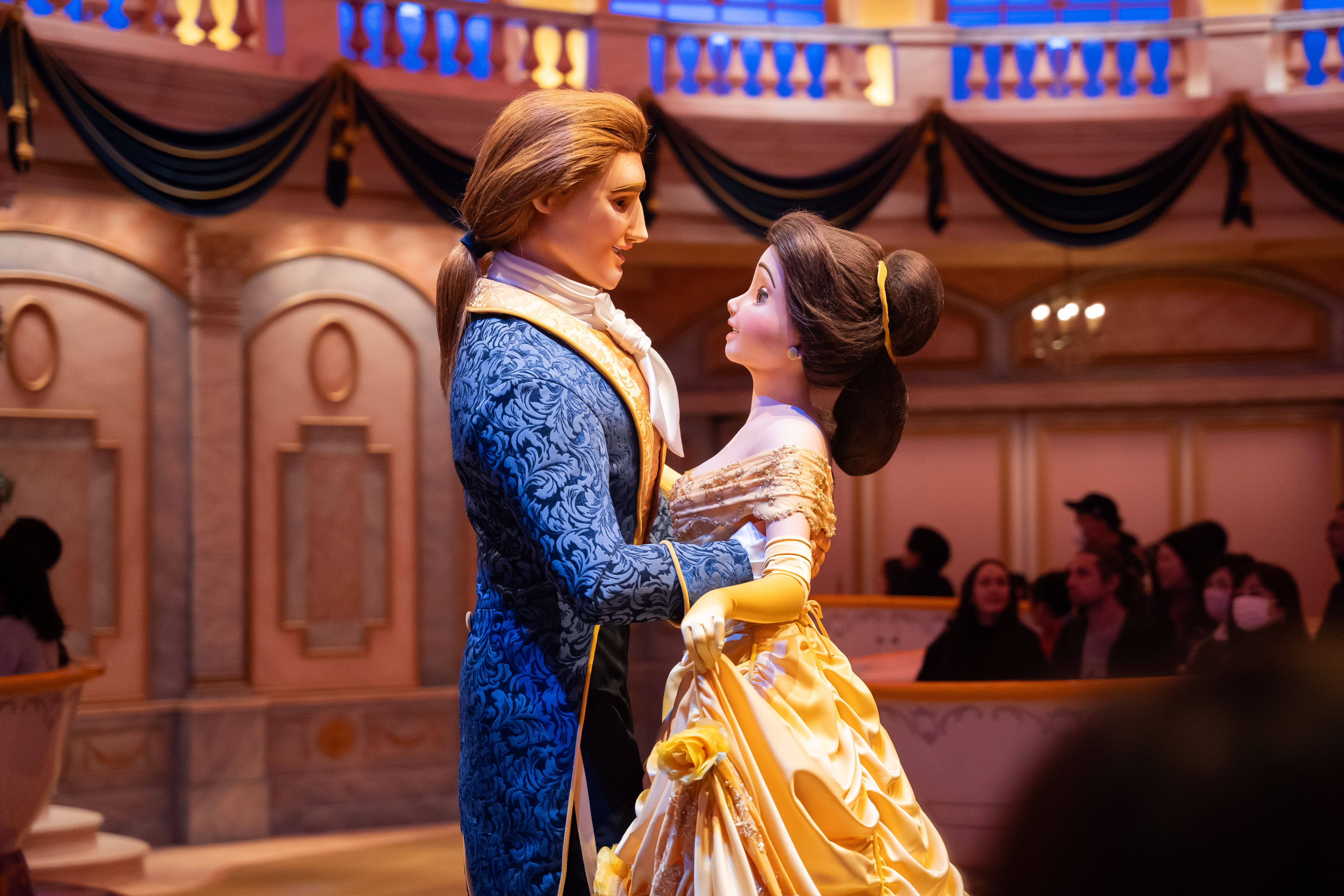
De dansende animatronics van Belle en het Beest.

De rit vindt plaats in voertuigen uitgevoerd als theekopjes, waarin plaats is voor tien personen. De voertuigen kunnen enkele graden kantelen in alle richtingen. Tijdens de rit rijden de voertuigen door een aantal ruimtes waar zich (bewegende) objecten en animatronics van de personages uit de film bevinden. De rit bestaat uit scènes. In de eerste ruimte zit Belle aan een lange tafel. Plots verschijnt er allerlei bestek dat begint te dansen en zingen. De voertuigen rijden en draaien rondom de tafel. In de tweede scène is een winterlandschap te zien. Hier staat Belle samen met een paard. Ze kijkt uit op het balkon van een kasteel. Hierop staat het beest. Beiden zingen elkaar toe, terwijl de voertuigen rondjes rijden en draaien. In de derde scènes zijn de twee hoofdpersonen van achteren te zien, terwijl ze op een balkon staan. De sprekende theepot staat naast hun. De balkondeur sluit en de voertuigen draaien om en zien door het raam een woedende menigte met fakkels. De scène die hierop volgt laat het beest zien die transformeert in een mens. Ook het interieur van het kasteel licht op. In de laatste scène betreden de voertuigen een grote ovale zaal. Aan het einde staan de animatronics van Belle en de inmiddels tot mens getransformeerde beest samen te dansen. De voertuigen draaien en rijden door de ruimte heen. Ze 'dansen' mee op de muziek.
Tokyo Disney Resort · Lijst van attracties in Tokyo Disneyland · Cinderella Castle · afbeeldingen